# Guillaume de Clugny
Guillaume de Clugny († 1481 in Tours) war ein Geistlicher burgundischer Herkunft, der 1479 zum Bischof von Évreux und Bischof von Poitiers ernannt wurde.

## Leben
Guillaume ist der Sohn von Henri de Clugny, Seigneur de Conforgien, und Pernette Coullot, Dame de Rigny, sowie Bruder des Kardinals Ferry de Clugny. Er war Kanoniker, Offizial und Archidiakon von Avallon, Apostolischer Protonotar, Propst von Béthune und Saint-Léonard in Lüttich sowie Maître des requêtes und von 1472 bis 1477 Schatzmeister des Ordens vom Goldenen Vlies des burgundischen Herzogs Karl der Kühne.
Anfang März 1477 (Herzog Karl war im Januar in der Schlacht bei Nancy gefallen) gehörte er zur Führung der Gesandtschaft, die Maria von Burgund zum französischen König Ludwig XI. schickte, um – laut Commynes – vor allem die Vermählung der burgundischen Herzogin mit dem Dauphin zu verhandeln. In der Folge schloss er sich Ludwig XI. an, der ihm den Bischofssitz von Évreux (1. Oktober 1479) übertrug und ihn im gleichen Jahr nach Poitiers (26. Oktober 1479) versetzte; zudem betraute er ihn mit der Verwahrung des kleinen Siegels.